# 林家村站
林家村站是一个陇海线上的铁路车站，位于陕西省宝鸡市陈仓区峡石乡，建于1942年，目前为四等站，邮政编码为721309。目前客运：办理旅客乘降；不办理行李、包裹托运；货运：办理整车货物发到；不办理整车爆炸品及一级氧化剂发到。